# Rudolf Anderson

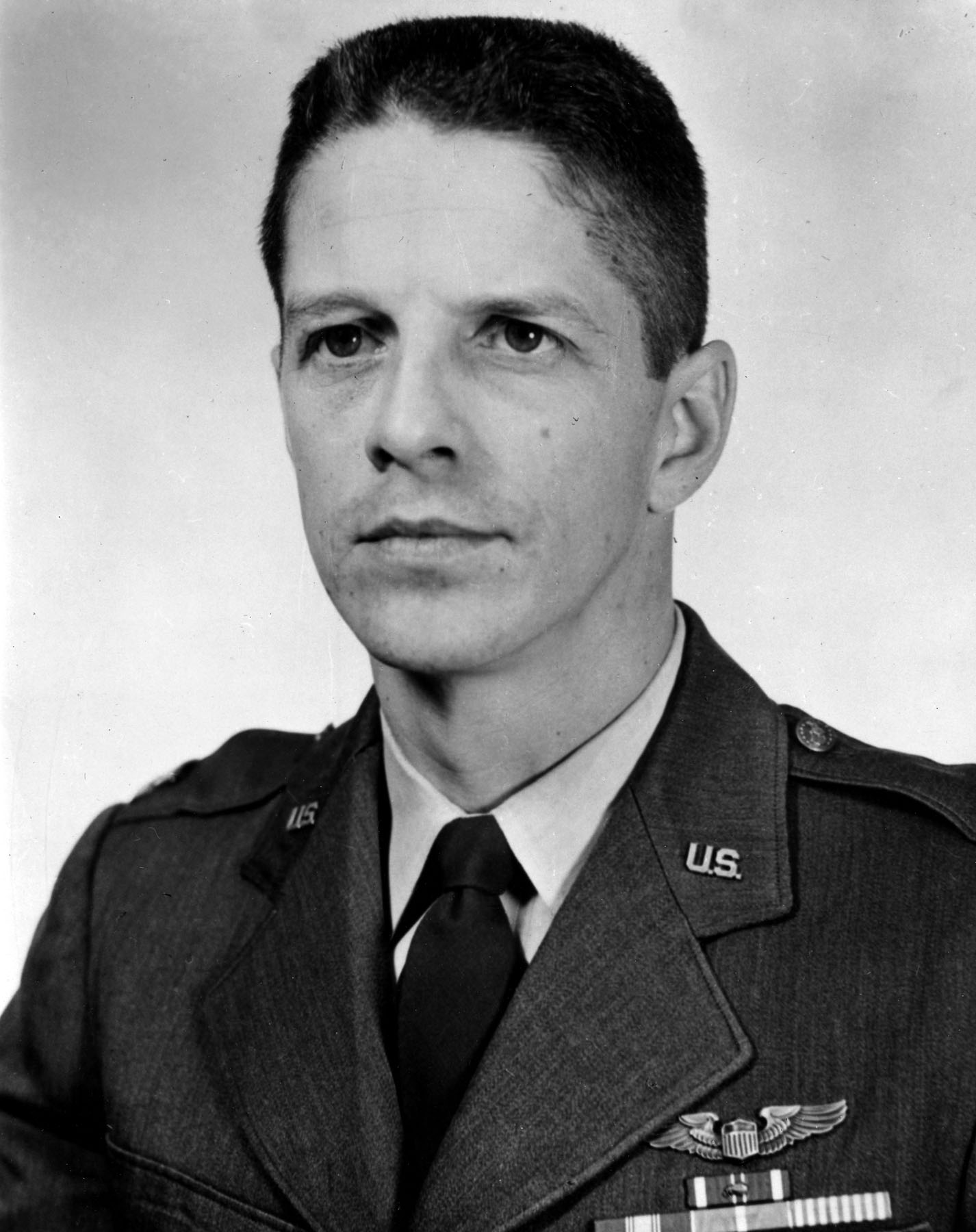
Rudolf Anderson

Rudolf Anderson Jr. (* 15. September 1927 in Greenville, South Carolina; † 27. Oktober 1962 über Kuba) war ein US-amerikanischer Pilot und Offizier der United States Air Force und der einzige Tote der Kubakrise im Oktober 1962.

## Leben
Anderson absolvierte 1948 die Clemson University und trat der Air Force bei. Während des Koreakriegs war er Pilot in einer F-86-Sabre-Staffel. In den Fünfzigerjahren wurde er dann als Pilot zu einer Aufklärungseinheit verlegt und auf der Lockheed U-2 ausgebildet.
Am 27. Oktober startete Anderson von der McCoy Air Force Base bei Orlando, Florida, zu einem Spionageflug über Kuba. Während des Überflugs wurde seine U-2 von sowjetischem Luftabwehrradar erfasst, eine Flugabwehrrakete S-75 wurde trotz gegenteiliger Befehle aus Moskau abgefeuert. Der Sprengkopf explodierte in unmittelbarer Nähe des Flugzeugs, Splitter durchdrangen den Druckanzug Andersons, der aufgrund von Sauerstoffmangel das Bewusstsein verlor. Beim Aufschlag auf den Boden wurde er getötet.
Am 31. Oktober erklärte der UN-Generalsekretär Sithu U Thant, der zu Gesprächen nach Havanna gereist war, nach seiner Rückkehr nach New York, dass der zuvor vermisste Major Anderson getötet worden sei. Die Leiche des US-Piloten wurde in die Vereinigten Staaten überführt und am 6. November in Greenville beigesetzt.
Präsident Kennedy zeichnete Anderson postum mit dem Air Force Cross sowie der Distinguished Service Medal, dem Purple Heart und dem Cheney Award aus. Nach Anderson wurde eine Schule auf der Eielson Air Force Base in Alaska benannt. In seiner Heimatstadt Greenville wurde ein Denkmal errichtet.

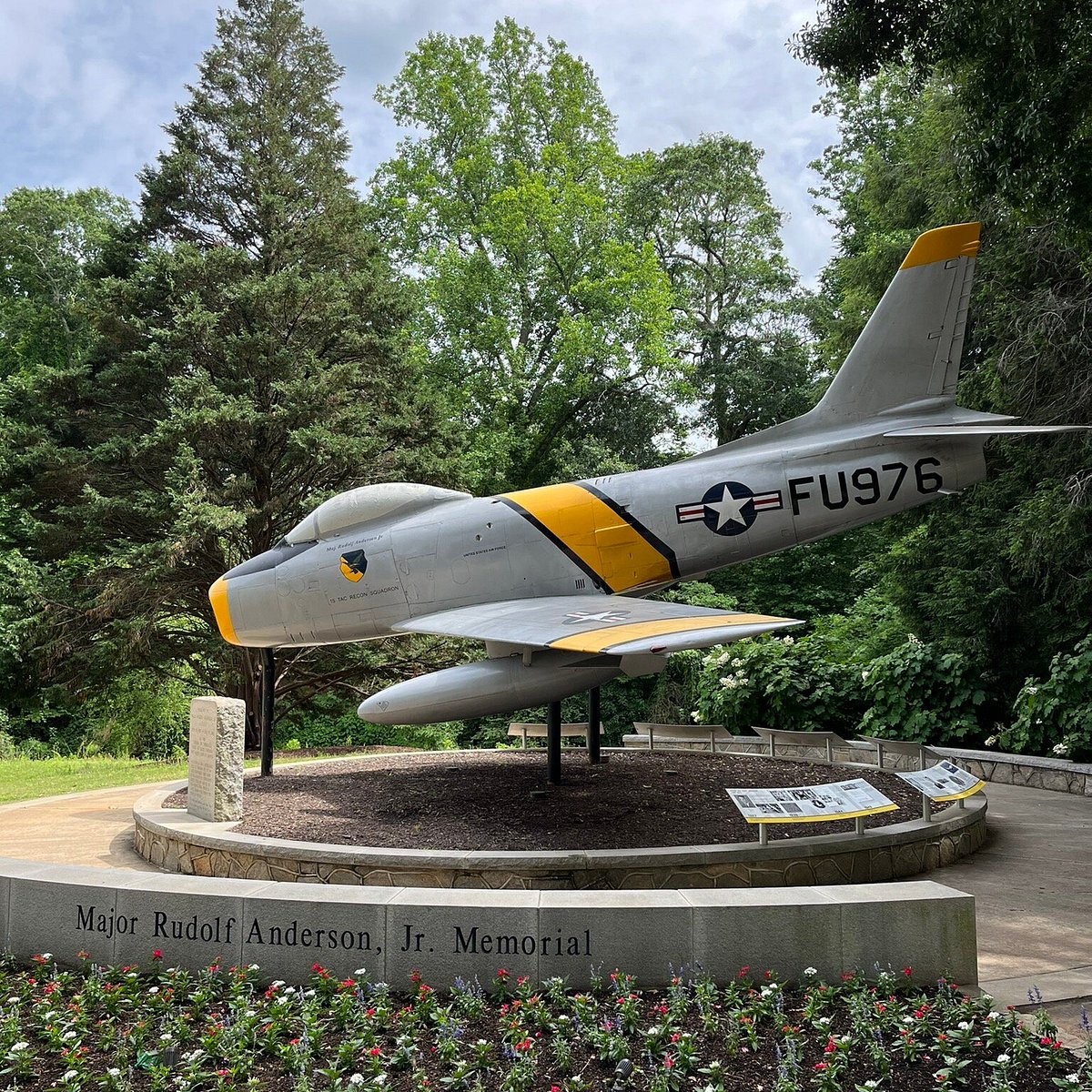
Rudolf Anderson Memorial